# Autreville (Vosges)
Autreville település Franciaországban, Vosges megyében. Lakosainak száma 191 fő (2022. január 1.). Autreville Punerot, Barisey-au-Plain, Colombey-les-Belles, Saulxures-lès-Vannes, Selaincourt és Harmonville községekkel határos.

## Népesség
A település népességének változása:
| Lakosok száma | 168  | 181  | 186  | 183  | 185  | 188  | 190  | 191  | 191  |
|               | 2013 | 2015 | 2016 | 2017 | 2018 | 2019 | 2020 | 2021 | 2022 |